# ماركو تياغو
ماركو تياغو هو لاعب كرة قدم برازيلي في مركز الدفاع، ولد في 23 مارس 1984 في بيلو هوريزونتي في البرازيل. لعب مع إشتوريل برايا وجمعية أرابيراكا الرياضية وغريميو بورتو أليغرينزي ونادي بورتيمونينسي ونادي تريزه ونادي تشيرنو مور فارنا ونادي جوفنتودي.

## وصلات خارجية
- ماركو تياغو على موقع قاعدة بيانات كرة القدم.إي يو (الإنجليزية)
- ماركو تياغو على موقع Soccerway.com (الإنجليزية)